# Національний парк Кангандала
Національний парк Кангандала (англ. Cangandala National Park) — національний парк Анголи. Парк розташований на півночі провінції  Маланже. Північна межа проходить по річці Куїдже (Cuije), а східну і західну складають дві безіменні притоки річки Кванза. На схід від парку розташовано місто Куламагіа (Culamagia), а на південь — Техонголола (Techongolola). Парк розташований в рівнинній місцевості на висоті 1000 м н.р.м. Площа парку складає 630 км², це найменший національний парк Анголи. Основу парку складає рідколісся, уздовж річок можна зустріти галерейні ліси, частина парку представлена затоплюваними лугами і болотами. Вудленд парку має густіший підлісок ніж міомбо. Рослинний світ парку в основному представлений Brachystegia wangermeeana, Brachystegia boehmii і Julbernardia, зустрічаються також Piliostigma, Burkea, Monotes, стріхнос, стеркулія і Dombeya. На території між лугами і вудлендом можна побачити самотні дерева Uapaca benguelensis, Piliostigma, Annona, Entadopsis і Erythrina abyssinica
. У болотистій частині широко поширений папірус. На території парку мешкає велика кількість птахів. За період спостережень з серпня по вересень дослідники відмітили більше 170 видів. Через особливості вудленду типові мешканці міомбо для нього не характерні. На території парку мешкає великий зникаючий підвид антилоп — чорна антилопа (Hippotragus niger variani). З 1982 по 2005 рік не було прямих доказів, що антилопи все ще існують.. У вересні 2014 року їх налічувалося 35 особин. Окрім цього на території парку мешкає 15 видів ссавців, 3 види рептилій і один вид амфібій.
Парк був утворений в 1970 році, його основним завданням є збереження чорної антилопи (Hippotragus niger variani). Під час війни адміністрацію парку було скасовано і тільки в 2006 році на території парку був відновлений адміністративний корпус. У 2014 році до парку було доставлено устаткування для моніторингу популяції тварин.

## Ресурси Інтернету
- National Park Kangandalamalange National Park[недоступне посилання з липня 2019] // protectedplanet.net